# انگین فیرات
انگین فیرات (زادهٔ ۱۱ ژوئن ۱۹۷۰ در استانبول، ترکیه) مربی ترکیه‌ای-آلمانی است که تا ۶ تیر ۱۳۸۷دستیار علی دایی سرمربی تیم ملی فوتبال ایران بود.
وی در سال ۱۳۸۷ به عنوان سرمربی تیم سپاهان اصفهان انتخاب شد اما پس از مدتی به دلیل کسب نتایج ضعیف از سمت خود برکنار شد.
وی در سال ۲۰۱۱ مربی تیم فوتبال گسترش فولاد تبریز شده بود.